# شهرستان راش (کانزاس)
شهرستان راش، کانزاس (به انگلیسی: Rush County, Kansas) شهرستانی در ایالات متحده آمریکا است که در کانزاس واقع شده‌است.